# 青年の肖像 (ダニエレ・ダ・ヴォルテッラ)
『青年の肖像』（せいねんのしょうぞう、伊: Ritratto di giovane、英: Portrait of a Young Man）は、イタリア・マニエリスム期の画家ダニエレ・ダ・ヴォルテッラが1550-1555年に石板上に油彩で描いた絵画である。ファルネーゼ家に仕えた司書で、ダニエレ・ダ・ヴォルテッラの作品を高く評価していた収集家フルヴィオ・オルシーニの所有であった。オルシーニの死後、彼の遺言でファルネーゼ家のコレクションに入り、1760年にローマのパラッツォ・ファルネーゼからナポリに移された。現在、同市のカポディモンテ美術館に所蔵されている。

## 作品

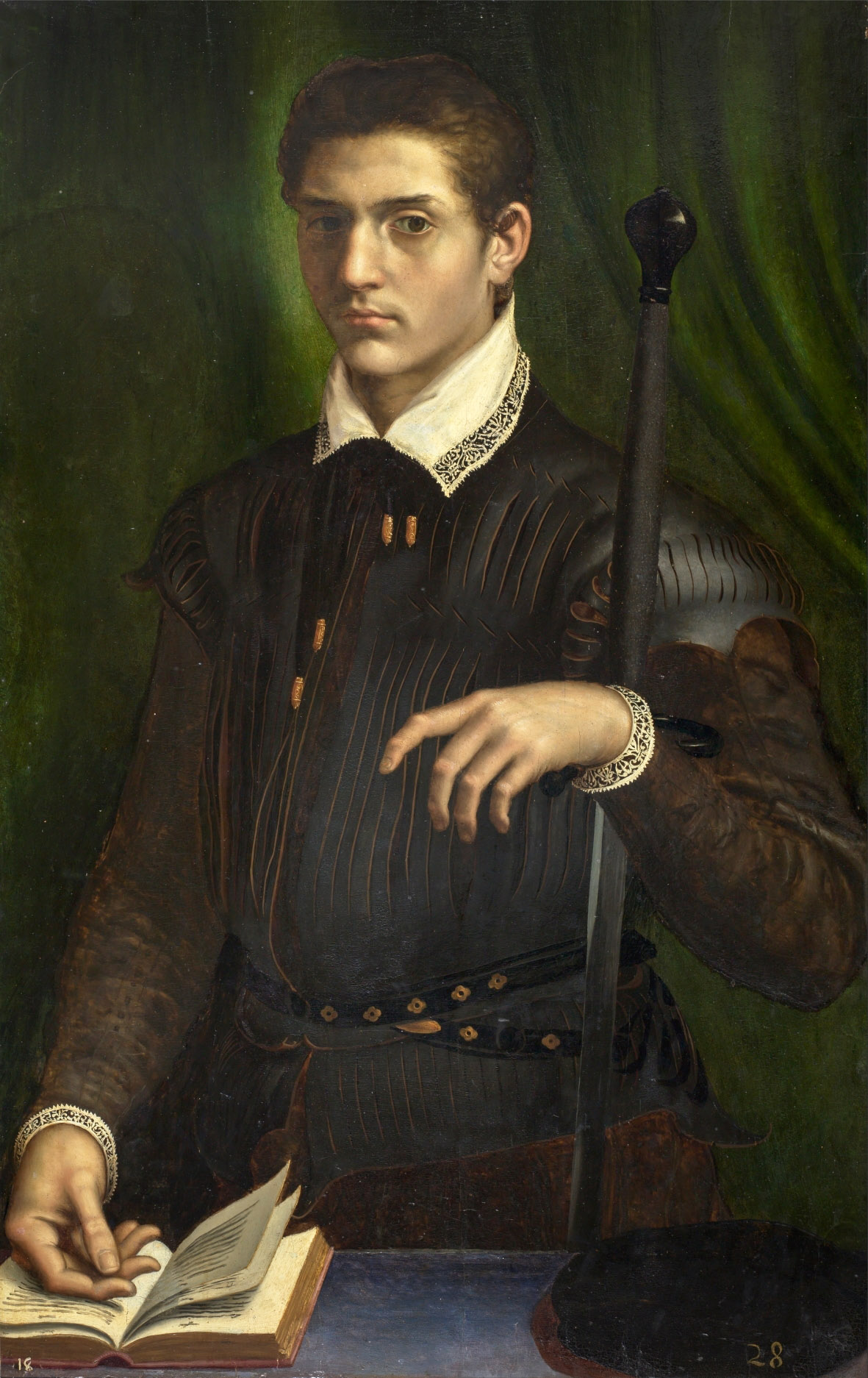
ダニエレ・ダ・ヴォルテッラ『紳士の肖像』 (1550-1555年ごろ)、プラド美術館、マドリード

19世紀の財産目録で、本作はセバスティアーノ・デル・ピオンボに帰属されていた。それは、セバスティアーノがしばしば石板を板、あるいはキャンバスの代わりに使用するという選択をしたからである。ダニエレもまた、さまざまな機会にこの選択をしたが、明らかにセバスティアーノから着想を得たものであった。さらに、暗い地を背景にした半身像という形式、顔の造形に顕著な、量感を際立たせる強い明暗のコントラストも、セバスティアーノに影響されたものだと思われる。この技法により達成される三次元性は、セバスティアーノのフレスコ画に典型的なものである。
特定されていないモデルの青年は、やや斜め向きで描かれ、鋭い眼差しで1点を凝視している。作品は未完成の様相を呈しており、細部まで微細に描かれた顔は、ようやく下描きがなされたばかりの衣服や飾り襟とは明らかな対照を見せている。そのため、この作品を習作であるとする研究者もおり、その見解では、ダニエレが複製を制作できるようにするためのひな型としてアトリエに置いておくことを望んだのだという。しかし、この解釈には反論があり、ひな型としての役割はデッサンで容易に果たせたとし、顔の細部がこれほど詳細に描かれ、石板が装飾モティーフで額縁さながらに飾り立てられていることの説明がつかないと強調している。
なお、マドリードのプラド美術館には本作に酷似した『紳士の肖像』が所蔵されている。プラド美術館の作品は板上に油彩で描かれており、完成作品である。